# Marina Alexejewna Litwinowitsch

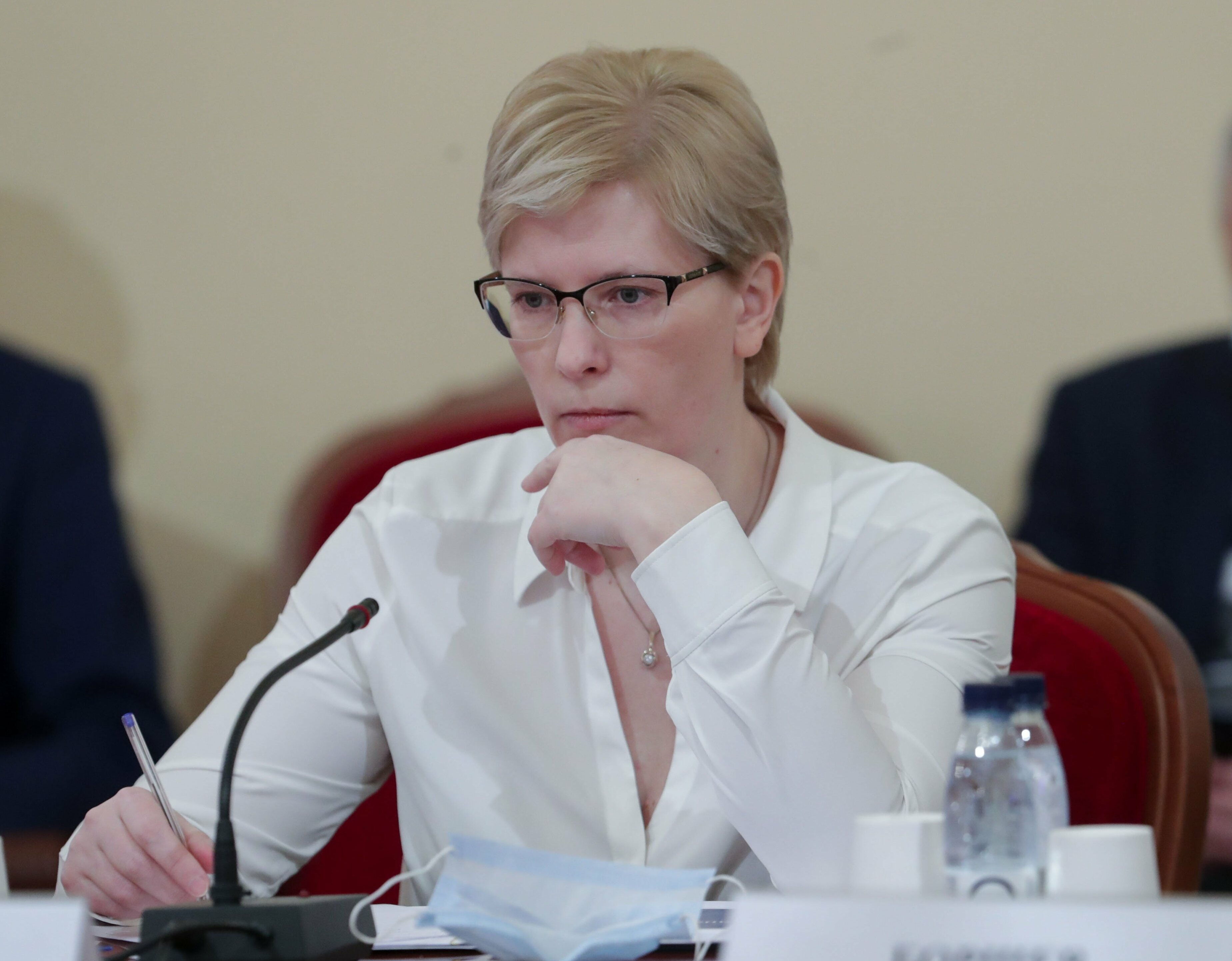
Marina Litvinovich im Januar 2022 auf einer Veranstaltung gegen Folter

Marina Alexejewna Litwinowitsch (russisch Марина Алексеевна Литвинович; geboren am 19. September 1974 in Moskau) ist eine russische Politikwissenschaftlerin und Regimekritikerin. Sie leitet den Blog Best today und gilt als prominente Vertreterin der Antikriegsbewegung.

## Leben
Litwinowitsch wurde 1996 politisch aktiv. Sie kennt die wichtigen Proponenten von Regime und Opposition persönlich. In den späten 1990er Jahren arbeitete sie für Boris Nemzow, damals stellvertretender Ministerpräsident, und für Wladimir Putin, ab 31. Dezember 1999 amtierender Präsident Russlands. Litwinowitsch erstellte Russlands erste politische Website, erläuterte Putin die Funktionsweise des Internets und unterstützte seinen Wahlkampf bei der russischen Präsidentschaftswahl 2000. Nemzow mutierte in der Folge zu einem ausgesprochenen Gegner des Putin-Regimes, bis er 2015 in Moskau erschossen wurde. Auch Litvinovich wandte sich ab und verschaffte sich im Netz Gehör: Sie gründete im Jahr 2001 einen Blog und wurde zu einer der schärfsten Putin-Kritikerinnen.
2003 überlegte sie die Kandidatur für ein politisches Amt, entschied sich dann doch für die Fortsetzung ihrer Beratertätigkeit, erst für den Oligarchen Michail Chodorkowski, der 2001 die Open Russia Foundation gegründet hatte und sich für Bildungsprojekte in entlegenen Gegenden und gegen die Korruption in Russland einsetzte. Chodorkowski wurde im Oktober 2003 verhaftet, blieb zehn Jahre lang inhaftiert und emigrierte noch am selben Tag seiner Freilassung. Später arbeitete sie als Beraterin des Schachweltmeisters Garri Kasparow und wirkte als Sprecherin des oppositionellen Bündnisses Das andere Russland, gegründet von Kasparow. Im April 2007 beschrieb sie anlässlich einer Vernehmung Kasparows den russischen Staatssicherheitsdienst FSB wie folgt: „Der FSB setzt die Unzufriedenheit mit der derzeitigen russischen Führung mit Extremismus gleich [...] Wer einen Slogan gegen Putin ruft, wird als Extremist abgestempelt.“
Im Juli 2007 machte sie auf den Fall der Oppositionellen Larissa Arap aufmerksam, die zwangsweise in eine psychiatrische Klinik eingewiesen worden war. Im November 2007 berichtete sie, dass Kasparow von der Polizei geschlagen wurde, als er versuchte, eine Protestkundgebung anzuführen. Im Dezember 2007 gab sie bekannt, dass Kasparow seine Kandidatur für die Präsidentschaft zurückziehe, weil sein Team keinen Saal für seine Nominierungsversammlung anmieten konnte. Nach mehreren Jahren der Behinderung seiner politischen Arbeit, zwei Verhaftungen und Misshandlungen verließ in der ersten Jahreshälfte 2013 auch Kasparow das Land.

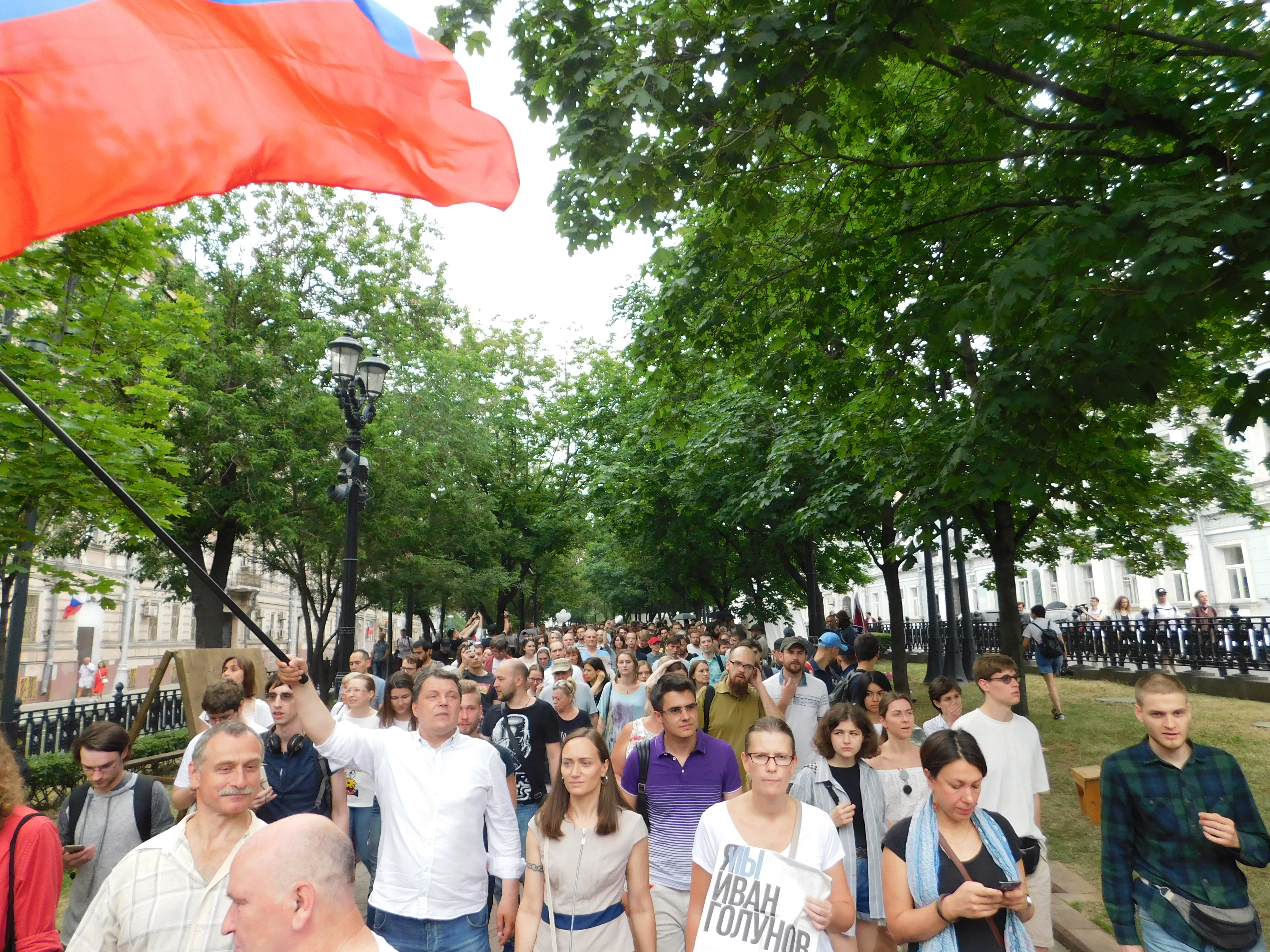
Protestmarsch für Igor Golunow, 2019

Als im Juni 2019 der Journalist Igor Golunow, der Korruption beschrieb, verhaftet wurde, zählte sie – gemeinsam mit Alexei Nawalni – zu den Demonstranten, die durch Moskau marschierten. Mehr als 400 Teilnehmer wurden verhaftet.
Von 2019 bis 2021 war Litwinowitsch Mitglied der Moskauer Kommission für öffentliche Überwachung (ONK), einer Behörde, die den Zustand von Insassen in russischen Gefängnissen überwacht. Im März 2021 wurde sie aus der Kommission ausgeschlossen, sie nannte politische Gründe dafür. 2021 kandidierte sie bei den Parlamentswahlen in Russland als Kandidat für die Duma. Sie begründete diesen Schritt so: „Ich glaube, wir müssen bis zum Ende kämpfen [...] Und wenn ich es nicht tue, wer dann? Es ist fast niemand mehr da.“
Am 24. Februar 2022, als Russland die Ukraine einmarschierte, rief Litwinowitsch zu Antikriegsprotesten in russischen Städten auf. Sie wurde festgenommen, als sie das Haus verließ.